# Pearcea rhodotricha
Pearcea rhodotricha  (лат.) — вид цветковых растений рода Пирсия (Pearcea) семейства Геснериевые (Gesneriaceae). 

## Описание
Стебель длиной до 50 см. Листья яйцевидные, редко ланцетные длиной 6-12. По краям листа имеются заметные волоски до 5 мм длиной. Соцветия состоят 4-8 цветков. Чашечка пурпурная.

## Распространение
Эндемик Эквадора. Обитает в тропических и субтропических влажных горных или низинных лесах на высоте ниже 600 м над уровнем моря.

## Синонимика
- Diastema rhodotrichum Cuatrec.
- Parakohleria rhodotricha (Cuatrec.) Wiehler[2]